# Latarnia morska Beypore
Latarnia morska Beypore – latarnia morska położona w miejscowości Feroke, niedaleko od Kozhikode w indyjskim stanie Kerala, na południowym brzegu rzeki Chliyam. Latarnia morska ma wysokość ponad 30 metrów i jest pomalowana w czerwono - białe pasy. Latarnia morska została zbudowana w 1977 roku. Źródłem światła jest lampa metalohalogenkowa.